# Ga Jangsan
Ga Jangsan là ga của Tàu điện ngầm Busan tuyến 2 nằm ở Jwa-dong, quận Haeundae, Busan. Tên phụ nằm trong dấu ngoặc đơn là Bệnh viện Haeundae Paik.

## Liên kết
- Mạng thông tin trạm từ Tổng công ty vận chuyển Busan (tiếng Hàn)